# Antelientomon xizangnicum
Antelientomon xizangnicum är en urinsektsart som beskrevs av Yin 1990. Antelientomon xizangnicum ingår i släktet Antelientomon och familjen Antelientomidae. Inga underarter finns listade i Catalogue of Life.